# Erkki Haukioja
Erkki Arvo Juhani Haukioja, född 14 juli 1941 i Björneborg, är en finländsk zoolog.
Haukioja blev filosofie doktor 1970. Han var 1973–1979 docent i zoologisk ekologi vid Åbo universitet och utnämndes 1980 till professor i zoologi; akademiprofessor 1994–2005. Han har studerat interaktionen mellan växter och växtätande djur (bland annat fjällbjörkens kemiska försvar mot larvangrepp) samt effekterna av skadliga utsläpp på skogens näringskedjor.
Han utsågs till ledamot av Finska Vetenskapsakademien 1981.